# Chris Poland
Chris Poland (Dunkirk (New York), 1 december 1957) is een Amerikaanse gitarist die bekend is geworden als gitarist van de Amerikaanse thrashmetalband Megadeth, waar hij tussen 1984 en 1987 gitaar speelde. Chris Poland is daarmee een van de pioniers van het thrashmetalgenre en is te horen op de volgende albums van Megadeth:
- Killing Is My Business... and Business Is Good! (1985)
- Peace Sells... But Who's Buying? (1986)

In 1987 kwam Poland in conflict met bandleider Dave Mustaine over zijn drugsgebruik en een aantal financiële deals waarbij Chris Poland claimde geen evenredig deel te krijgen. Poland verliet de band samen met drummer Gar Samuelson. In 1988 verscheen op het album So far, so good... so what! het nummer "Liar", dat Mustaine over Chris had geschreven. 
In 2004 nam Chris Poland op contractbasis de gitaarsolo's op voor het album The System has Failed, maar keerde niet terug naar Megadeth. Ondertussen hebben Chris Poland en Dave Mustaine hun vete uit het verleden wel bijgelegd.
Poland treedt regelmatig op als gastgitarist, zoals bij de zomertoer van de Amerikaanse band Redemption in 2018.
- International Standard Name Identifier: 0000 0003 5566 8086
- MusicBrainz: de5d0b89-89e1-453f-9c75-b816f1a85f0e
- Nationale Bibliotheek van Tsjechië: xx0114748
- Virtual International Authority File: 120124765